# Grotte de Pissegrêle
La grotte de Pissegrêle est une cavité naturelle de la commune de Mareil-en-Champagne, département de la Sarthe.

## Spéléométrie
La dénivellation de la cavité est de 4 m pour un développement de 19 m.

## Contexte géologique
La cavité s'ouvre dans les calcaires dévoniens à Athyris Undata. Ces formations primaires du Massif armoricain s'enfoncent vers l'est sous un manteau de calcaires jurassiques et de graviers pliocènes. Aux confins du Massif armoricain et du Bassin parisien, les formations dévoniennes disparaissent sous une couverture sédimentaire et ne sont plus visibles que dans les vallées profondément incisées. À Mareil, les calcaires dévoniens dominent d'une trentaine de mètres la vallée de la Vègre, au lieudit les rochers de Pissegrêle. La couverture jurassique, elle aussi calcaire, comporte toutefois quelques niveaux imperméables comme l'attestent de nombreuses sources situées au sommet du plateau. L'une de ces sources, qui sourd à une centaine de mètres du bord du plateau, donne naissance à un ruisseau dont le cours passe parfois par la grotte. Ainsi, les eaux des sources du plateau se perdraient sous terre pour réapparaître plus bas à la source de Pissegrêle, au niveau de la vallée de la Vègre. Le contexte géologique pourrait expliquer la faiblesse des débits observés à la source de Pissegrêle, la bien nommée. 

## Mentions anciennes
La grotte est anciennement connue et figure dans l'inventaire de l'abbé Lucante (1881-1882) sous le nom de grotte de Brûlon. En 1958, les naturalistes sont les premiers à en faire une description détaillée et à y signaler la présence de chauves-souris.